# 達拉納鯨屬
達拉納鯨屬是一類已滅絕的早期淡水肉食性動物。屬於雷明頓鯨科，生存於始新世的特提斯洋。

## 分類
達拉納鯨是由菲利浦·金格里奇（Philip Gingerich）於1995年所命名。其下只有一個物種，就是D. ahmedi。屬於雷明頓鯨科。

## 形態
達拉納鯨有四肢，身體幼長像鯨魚，有長尾及流線形的頭部。

## 化石分佈
達拉納鯨共有三個化石標本，是在巴基斯坦中北部及與印度邊境發現。